# Eleutherodactylus varians
Eleutherodactylus varians är en groddjursart som först beskrevs av Juan Cristóbal Gundlach och Peters in Peters 1864.  Eleutherodactylus varians ingår i släktet Eleutherodactylus och familjen Eleutherodactylidae. IUCN kategoriserar arten globalt som sårbar. Inga underarter finns listade i Catalogue of Life.